# Pala de lavar

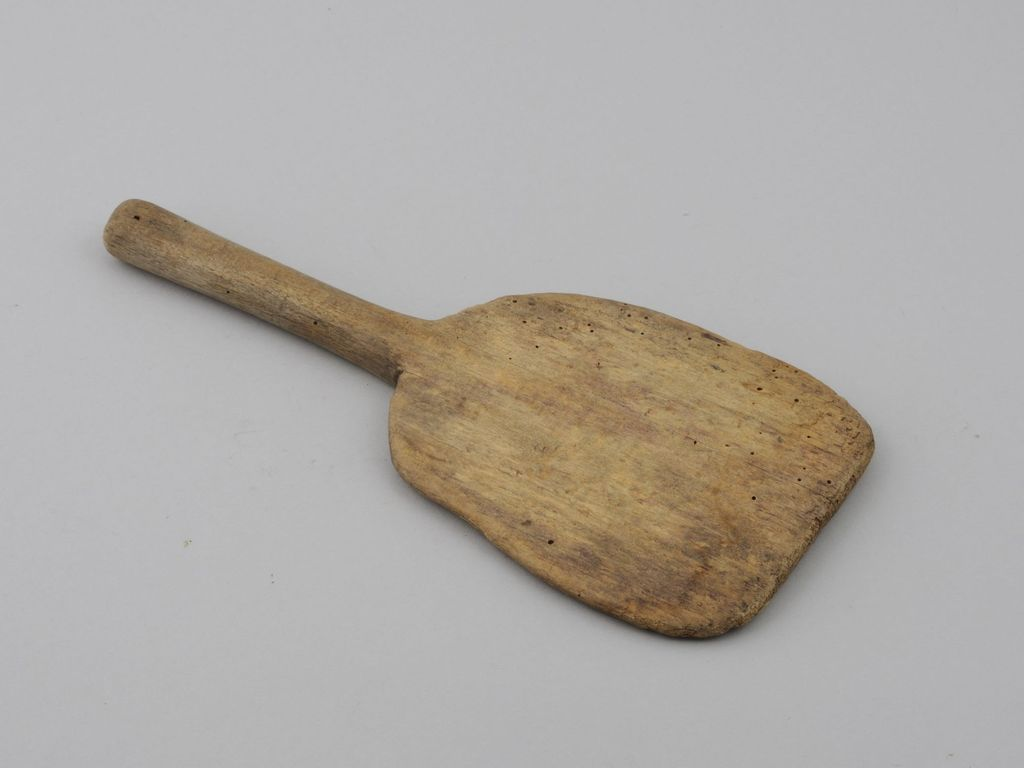
Pala de lavar (picar) la ropa

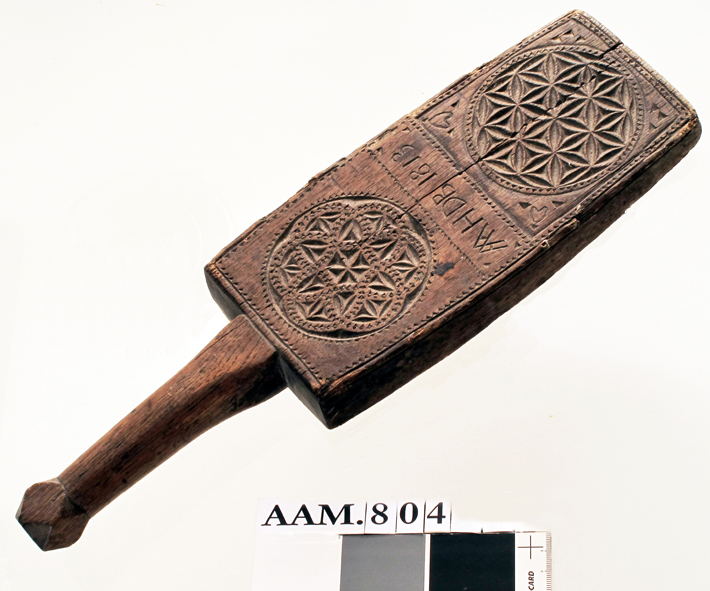
Antigua pala de picar la ropa

La  pala de lavar  la ropa, también conocida como moza, es una herramienta hecha de madera, con forma de pala de panadero, pero con el mango corto, que se empleaba antiguamente para lavar la ropa a mano, se usaba picando la ropa para hacer salir la suciedad, contra una  madera de lavar, o contra losas lisas existentes en el propio lavadero.
Esto se solía hacer en el lavadero público, de manera que cada mujer llevaba su madera de lavar estriada y la pala de lavar' con la que golpeaban la ropa una vez enjabonada. Las mujeres iban a lavar al lavadero con sus cestos llenos de ropa sucia, su banquillo para proteger las rodillas y las piezas de jabón hechas en casa.
Se empleaba conjuntamente con una madera de lavar hecha usualmente con un marco de madera rectangular que llevaba montados en la parte interior una serie de relieves o ondulaciones para frotar o golpear la ropa enjabonada; estos relieves podían ser de madera o de metal.